# F. Landa Jocano
Felipe Landa Jocano (1930-2013) est un anthropologue philippin auteur de nombreux ouvrages sur la société, la culture populaire et la préhistoire des Philippines,,. Il est un pionnier de l'observation participante, qui l'a conduit à  vivre dans les milieux sociaux objets de son travail d'analyse. Il est connu pour sa transcription de formes orales de la littérature, notamment du Hinilawod (en), une épopée folklorique des Visayas occidentales. Ses recherches sur l'ethnologie ont couvert l'histoire précoloniale, notamment la période du Néolithique philippin,,.
Jocano a été professeur à l'Université des Philippines et professeur émérite au Centre asiatique de cette Université.
Il a contribué à «philippiniser» et décoloniser certaines champs académiques dominés auparavant par des paradigmes américains. « Ce qui a rendu Jocano et sa génération socialement importants, c'est l'apport d'idées et d'analyses philippines qui ont modifié les approches des universités occidentales», écrit l'historien Paul Rodell. Les travaux de Landa Jocano ont intégré l'étude des communautés rurales et de la vie des bidonvilles. Alors que l'anthropologie philippine était centrée sur la culture véhiculée par le dialecte dominant, le tagalog, et par le centre du pays, les recherches de Jocano ont porté aussi sur les différents groupes ethnolinguistiques composant la nation philippine.

## Biographie

### Milieu familial
Jocano naît sur l'île de Panay, à Cabatuan dans la province d'Iloilo, en 1930 - le neuvième de onze enfants d'Eusebio Jocano, un fermier, et d'Anastacia Landa.
Il termine ses études élémentaires dans une école publique d'Iloilo ; sa famille n'av pas les moyens de l'envoyer au lycée, ; il s'enfuit à Manille où il occupe des emplois peu qualifiés pour payer ses études et obtient finalement son diplôme du lycée Arellano. Après cela, il essaye de s'inscrire à des cours universitaires, mais une maladie le force à retourner dans son Iloilo natal en 1954, où il obtient le titre de licencié ès lettres (Bachelor of Arts) de l'Université centrale des Philippines en 1957.

### Retour à Iloilo, intérêt pour le folklore et travail au Musée national
C'est au cours de la période de son retour à Iloilo que Jocano développe un intérêt pour le folklore qui l'amène à entrer en contact avec Robert B. Fox, un anthropologue travaillant pour le Musée national des Philippines. Robert B. Fox obtient pour lui un poste d'«aide à la recherche» au Musée - impliquant d'effectuer des travaux d'entretien principalement.
Son travail au Musée national inspire à Jocano l'idée d'écrire une série d'articles sur les légendes philippines évoquant la vie végétale et animale, série parue dans le Manila Times. A la demande du ministère de l'Éducation, Jocano republie cette série dans Diwang Kayumanggi, un supplément pédagogique du secondaire. Sa situation professionnelle demeure cependant précaire et en décalage par rapport ses compétences et ses aspirations,.

### Formation aux États-Unis
Ayant bénéficié d'une bourse d'études, Jocano se rend à l'Université de Chicago où il obtient une maîtrise en 1962, puis un doctorat  en anthropologie ; il y occupe un poste d'enseignant.

### Carrière à l'Université des Philippines
Jocano rentre dans son pays pour enseigner à l'Université des Philippines, où il enseigne jusqu'à sa retraite 31 ans plus tard Il  y a occupé,notamment, les fonctions de président du département d'anthropologie, de directeur du programme d'études philippines au centre asiatique, de doyen de l'Institut d'études philippines et de chef du laboratoire du musée du centre asiatique. Il a été directeur exécutif de PUNLAD Research House, Inc. Après sa retraite ,il est nommé professeur émérite à l'Asian Center de l'Université des Philippines.
En 1999, il reçoit une citation spéciale Manila Critics Circle pour toute une vie d'écriture et de publications sur divers aspects de la culture philippine.

## Pratique pionnière à l'observation participante
Un des premiers chercheurs philippins à recevoir une formation universitaire appropriée en anthropologie, Jocano est devenu un pionnier dans le recours à la méthode d'observation participante, la mettant en œuvre par exemple à Capiz, à Ilocos, à la communauté urbaine pauvre de Looban, Sta Mesa à Manille.
Les recherches antérieures sur les bidonvilles reposaient principalement sur l'utilisation de questionnaires, que Jocano a rejetés comme inappropriés pour étudier la société urbaine pauvre : " On ne peut pas monter et poser des questions sans éveiller les soupçons, surtout parmi les membres de gangs de coin de rue. " déclare-t-il à ce sujet. Son travail dans le bidonville de Looban l'a conduit à insister sur l'importance de « vivre dans la communauté et de participer, chaque fois que possible aux activités des membres, d'observer ce qu'ils font, de confronter leurs discours et leurs actes » .
Slum as a Way of Life («Le taudis comme mode de vie») (1975) compte parmi ces ouvrages  de Jocano issus d'une immersion dans le milieu que le chercheur décrit ; il s'agit en l'occurrence d'un milieu pauvre - Jocano, né lui-même dans une famille défavorisée, manifestant ainsi une attitude critique à l'égard des idéologies du développement qui ont fragilisé de nombreux laissés-pour-compte de la société.
L'artiste national F. Sionil Jose raconte que certaines des aventures vécues par Jocano comme observateur participant ont pris quelquefois une tournure imprévue :
« Jocano s'est fait embaucher comme garçon de motel alors qu'il faisait une étude sur la sexualité chez les Philippins. Il a confié avoir surpris certains de ses collègues qui fréquentaient ces motels. Le numéro de la revue Solidarité où l'étude a été publiée s'est vendu très vite, j'ai dû commander une réimpression. Comme me l'a dit un universitaire - c'était un article marquant - la première «pornographie savante».

## Hinilawod, «Contes de l'embouchure de la rivière Halawod»
Le travail de Jocano sur le terrain lui a permis de cartographier les cultures de peuples "autochtones" comme les locuteurs de la langue Sulod (en) dans le Panay central. Son travail de collecte et de transcription du poème épique Hinilawod (en), «Contes de l'embouchure de la rivière Halawod», est considéré comme l'une de ses premières contributions majeures à l'anthropologie culturelle et à l'étude de la littérature populaire philippine.
Jocano a convaincu les chanteurs folk sulod (en) Ulang Udig et Hugan-an de raconter l'histoire qui fait la matière de cette épopée et de lui permettre de l'enregistrer. Il lui a fallu deux ans pour obtenir cette autorisation ;  l'enregistrement de la performance a duré 30 heures, en 1957 ; Jocano en a publié le texte dans son livre Hinilawod: Adventures of Humadapnon Tarangban I (cette histoire a de nouveau été enregistrée en 1999, par le chercheur Alejo Zata, travaillant parmi les indigènes suludnon (en) pour qui ce poème épique demeure une part très vivante de leur culture). L'épopée raconte les exploits de trois demi-dieux suludnon (en), Labaw Donggon, Humadapnon et Dumalapdap de l'ancien Panay.
Il y a eu de nombreuses performances scéniques de Hinilawod, fondées principalement sur le texte de Jocano. Réagissant à une représentation en 2012 d'une version scénique de l'épopée au Centre culturel des Philippines, l'artiste national F.Sionil Jose déclare :
«Il y a tellement de choses dans notre culture folklorique qui peuvent inspirer nos artistes créateurs. Pour les découvrir nous pouvons nous tourner vers nos anthropologues culturels comme Felipe Landa Jocano.»
Jocano de manière générale prend la défense des minorités culturelles. Il critique une proposition de mettre des tribus non chrétiennes dans des réserves, écrivant à ce sujet : «Ne construisons-nous pas un mur de préjugés autour de ces personnes, alors que nous devrions les intégrer dans le cadre plus large de la culture philippine ....?».
La langue demeure aujourd'hui encore (en  2019) une pomme de discorde entre de nombreux Philippins, particulièrement du point de vue des locuteurs de langues non-tagalog.

## Préhistoire des Philippines: la théorie de la population autochtone
Jocano a été l'un des premiers chercheurs à proposer une hypothèse alternative à la théorie de la migration par vagues de H. Otley Beyer sur les migrations préhistoriques vers les Philippines,.
Selon la théorie dite du «noyau de population homogène» de F. Landa Jocano, les Philippines de la période néolithique n'ont pas été peuplées à la suite de vagues distinctes de migration : les premiers habitants de l'Asie du Sud-Est appartenaient au même groupe ethnique et partageaient des traits culturels similaires, puis ils se sont différenciés les uns des autres au cours d'un processus graduel attribuable à des facteurs environnementaux,,.
D'autres anthropologues éminents comme Robert B. Fox, Alfredo E. Evangelista (en), Jesus Peralta, Zeus A. Salazar (en) et Ponciano L. Bennagen ont exprimé leur accord avec Jocano.

## Conciliation des traditions philippines et de la modernité
Alors que la société philippine était soumise à des changements très rapides, Jocano a tenté de réhabiliter la culture rurale et traditionnelle, considérée comme rétrograde et préjudiciable au progrès social. Le travail de recherche sur l'histoire des Philippins non chrétiens est nécessaire selon lui «pour les aider à s'adapter au monde qui change actuellement» et pour leur apporter les solutions les plus adéquates dans un contexte où leur vie connaissait de grandes perturbations.
Il fut l'un des premiers à proposer même une étude ethnologique du développement de la culture d'entreprise des Philippines.

## Liste partielle des livres publiés
- F. Landa Jocano et Hugan-an, Hinilawod: Adventures of Humadapnon Tarangban I, Quezon City, 2000 (ISBN 971-622-010-3)
- F. Landa Jocano, Towards Developing a Filipino Corporate Culture, Quezon City, Punlad Research House, Inc., 1999, Revised éd.
- F. Landa Jocano, Filipino Prehistory: Rediscovering Precolonial Heritage, Quezon City, Punlad Research House, Inc., 1998 (ISBN 971-622-006-5)
- F. Landa Jocano, Filipino Indigenous Ethnic Communities: Patterns, Variations, and Typologies, Quezon City, Punlad Research House, Inc., 1998
- F. Landa Jocano, Management by Culture, Quezon City, Punlad Research House, Inc., 1999, Revised éd.
- F. Landa Jocano, Working With Filipinos: A Cross-Cultural Experience, Quezon City, Punlad Research House, Inc., 1999
- F. Landa Jocano, Filipino Social Organization: Traditional Kinship and Family Organization, Quezon City, Punlad Research House, Inc., 1998
- F. Landa Jocano, Filipino Value System: A Cultural Definition, Quezon City, Punlad Research House, Inc., 1997
- F. Landa Jocano, Special Studies on Filipino Values: Five Cases, Quezon City, Punlad Research House, Inc., 1995
- F. Landa Jocano et Dr. Paz Mendez, Culture and Nationhood, Quezon City, Punlad Research House, Inc., 1991
- F. Landa Jocano, Social Organization in Three Philippine Villages: An Exploration in Rural Anthropology, Quezon City, Punlad Research House, Inc., 1987
- F. Landa Jocano, Hiligaynon: An Ethnography of Family and Community Life, Quezon City, Punlad Research House, Inc., 1983
- F. Landa Jocano, Ilocano: An Ethnography of Family and Community Life, Quezon City, Punlad Research House, Inc., 1983
- F. Landa Jocano, A Heritage We Can Be Proud Of, Quezon City, Punlad Research House, Inc., 1982
- F. Landa Jocano, San Antonio: A Study of a Tagalog Fishing Village in Laguna Lake, Quezon City, Punlad Research House, Inc., 1976
- F. Landa Jocano, Slum as a Way of Life, Quezon City, Punlad Research House, Inc., 1975
- F. Landa Jocano et Dr. Paz Mendez, Filipino Family in Its Rural and Urban Orientations, Quezon City, Punlad Research House, Inc., 1974
- F. Landa Jocano, Folk Medicine in a Philippine Community, Quezon City, Punlad Research House, Inc., 1973 (ISBN 971-622-015-4)
- F. Landa Jocano, Growing Up In A Philippine Barrio, Quezon City, Punlad Research House, Inc., 1969
- F. Landa Jocano, Outline of Philippine Mythology, Quezon City, Punlad Research House, Inc., 1969
- F. Landa Jocano, Sulod Society, Quezon City, Punlad Research House, Inc., 1968
- F. Landa Jocano, Filipino Worldview: Ethnography of Local Knowledge, Quezon City, Punlad Research House, Inc., 2001 (ISBN 971-622-005-7)